# آسمان‌خراش‌های اولیه شیکاگو

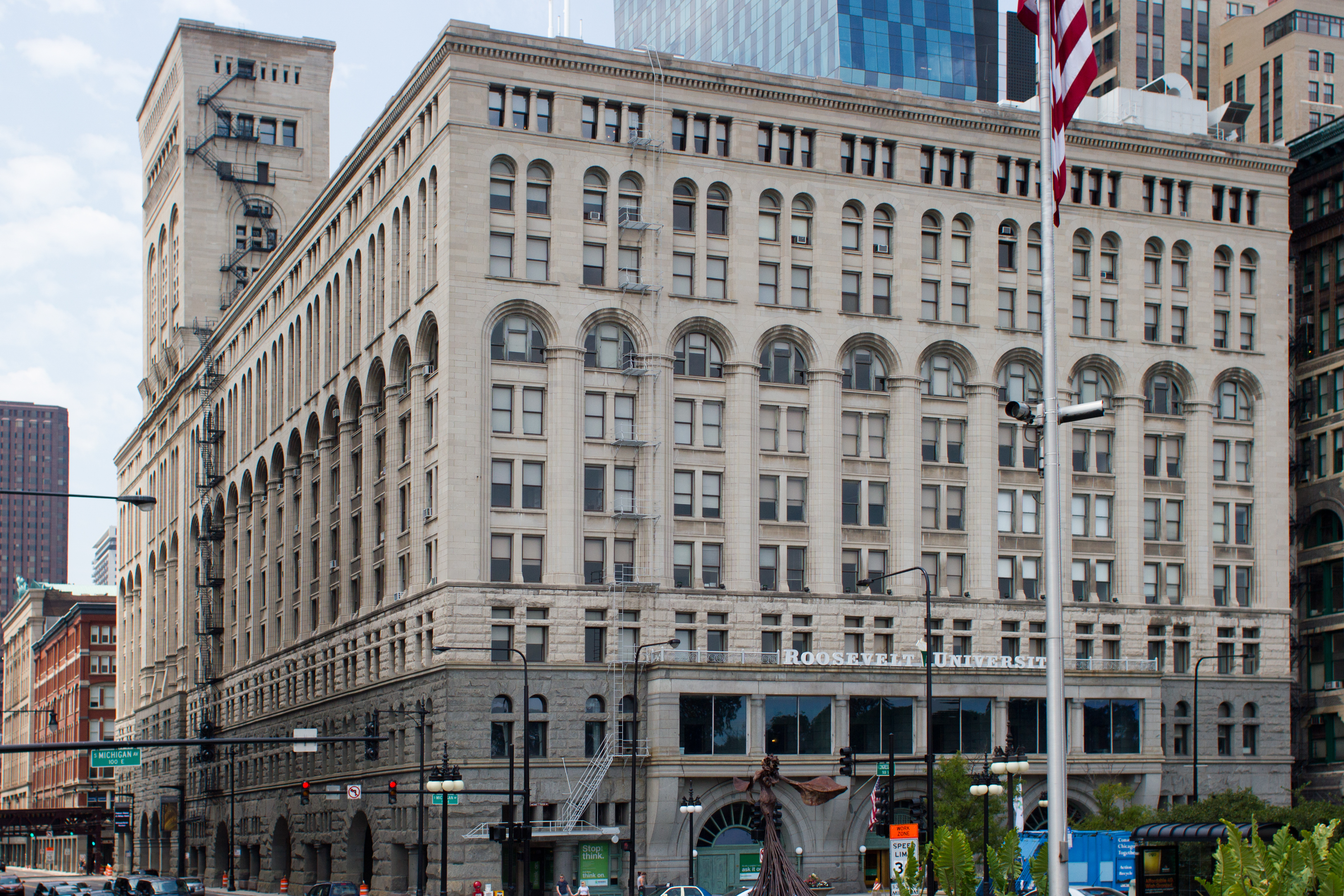
ساختمان چند طبقه از اواخر قرن نوزدهم

آسمان‌خراش‌های اولیه شیکاگو یک نامزد برای ورود به فهرست میراث جهانی یونسکو است که شامل ۹ ساختمان در منطقه لوپ و شیکاگو است. این نامزدی در سال ۲۰۱۷ توسط وزارت کشور ایالات متحده ارائه شد و در حال حاضر در فهرست آزمایشی مورد بررسی قرار گرفته و به عنوان یک سایت میراث جهانی یونسکو در نظر گرفته می‌شود. تنها املاکی که قبلاً در فهرست آزمایشی ثبت شده‌اند می‌توانند برای فهرست میراث جهانی نامزد شوند.